# Nemognatha proboscidea
Nemognatha proboscidea es una especie de coleóptero de la familia Meloidae.

## Distribución geográfica
Habita en Madagascar.